# Klaus Peters (Verleger)
Klaus Peters (* 1937; † 7. Juli 2014 in Sherborn, Massachusetts) war ein deutscher Mathematiker und Verleger.

## Werdegang
Peters wurde 1962 bei Reinhold Remmert an der Friedrich-Alexander-Universität Erlangen-Nürnberg promoviert (Über holomorphe und meromorphe Abbildungen gewisser kompakter Mannigfaltigkeiten). Danach schlug er erst die akademische Laufbahn ein, wechselte aber 1964 als Mathematik-Herausgeber in den Springer-Verlag, als Nachfolger von Friedrich Karl Schmidt. Er konnte das Amerika-Geschäft stark ausbauen, wobei ihm neben Remmert auch Richard Courant zahlreiche Kontakte vermittelte. Peters war an der Gründung der Lecture Notes in Mathematics und Mathematical Intelligencer beteiligt und wurde 1972 einer der Direktoren von Springer. Bei Springer blieb er bis 1979, als er mit seiner Ehefrau Alice Peters für den Birkhäuser Verlag ihre Zweigstelle Birkhäuser Boston gründete. Dort gründete er die Reihe Perspectives in Mathematics. 1984 wurde der Verlag an Springer verkauft und Klaus Peters ging zu Harcourt Brace Jovanovich (Academic Press), an die Peters ursprünglich Birkhäuser verkaufen wollte. Er gründete die Zweigstelle von HBJ in Cambridge, Massachusetts, übernahm die Publikationen in Mathematik, Informatik und theoretischer Physik und gründete die Reihe Perspectives in Mathematics. 1992 gründete er mit seiner Ehefrau Alice (die für Finanzen und Organisation zuständig war) den eigenen Verlag A K Peters. 2010 verkauften sie ihn an Taylor and Francis, die ihn bei CRC Press eingliederten.
Klaus Peters war seit 1972 mit Alice Merkers verheiratet –, sie hatte er im selben Jahr bei Springer in New York als Lektorin für Mathematik eingestellt. Alice Peters baute das Informatik-Programm bei Springer auf.

## Schriften
- mit Walter Kaufmann-Bühler, Alice Peters: Mathematicians love books. In: Lynn Steen (Hrsg.): Mathematics tomorrow. Springer, New York NY u. a. 1981, ISBN 0-387-90564-2, S. 121–126.
- Why Publish Mathematics? In: Volker R. Remmert, Ute Schneider (Hrsg.): Publikationsstrategien einer Disziplin. Mathematik in Kaiserreich und Weimarer Republik (= Mainzer Studien zur Buchwissenschaft. 19). Harrassowitz, Wiesbaden 2008, ISBN 978-3-447-05805-6, S. 213–220, (Wiederabdruck in: Notices of the American Mathematical Society. Band 56, Nr. 7, August 2009, S. 819–822, (Digitalisat); deutsch: Warum Mathematik verlegen? In: Mitteilungen der Deutschen Mathematiker-Vereinigung. Band 22, Nr. 3, 2014, S. 182–185, doi:10.1515/dmvm-2014-0071).